# مايك ميرفي (سياسي أمريكي)
مايك ميرفي (بالإنجليزية: Mike Murphy)‏ هو سياسي أمريكي، ولد في 1962 في ديترويت في الولايات المتحدة. حزبياً، نشط في الحزب الجمهوري.

## وصلات خارجية
- الموقع الرسمي